# 북조선로동당 제2차 대회
북조선로동당 제2차 대회(北朝鮮勞動黨第2次大會)는 1948년 3월 27일부터 3월 30일까지, 군정기 한국의 분단이 점차 확정되어가는 가운데 진행된 북조선로동당의 당대회다. 제1차 당대회 규약에서 크게 달라진 바가 없이 ‘부강한 민주주의 독립국가 건설’이라는 기본목표가 재확인되었다. 990명의 대표가 참가하였으며, 그중에서 발언권을 가진 대표는 96명이었다.
북조선로동당 중앙위원회사업총화보고, 북조선로동당규약수정에 관한 보고, 당중앙지도기관 선거 등의 의정이 거론되었으며, 이승만에 반대하는 ‘자주통일’ 노선이 제창되어 북조선로동당 역시 이때 이미 단정노선을 채택했음을 보여준다. 또한 김일성을 수반으로 하는 당중앙위원회가 선출되어 김일성의 북조선로동당 내의 입지가 더욱 공고해졌다.

## 통계
- 당원: 725,762명
- 당세포: 29,763개
- 대의원: 999명, 9명 불참 (노동자 446명, 농민 270명, 지식인 234명, 기타 29명)
- 당원의 인구비: 8%